# مالكوم كانون
مالكوم كانون (بالإنجليزية: Malcolm Cannon)‏ هو راقص على الجليد بريطاني، ولد في 22 يونيو 1944 في برمنغهام في المملكة المتحدة.

## وصلات خارجية
- مالكوم كانون على موقع أوليمبيديا (الإنجليزية)